# Ficus pseudowassa
Ficus pseudowassa är en mullbärsväxtart som beskrevs av Edred John Henry Corner. Ficus pseudowassa ingår i släktet fikonsläktet, och familjen mullbärsväxter. Inga underarter finns listade i Catalogue of Life.